# Álvaro Lapuerta
Álvaro de Lapuerta Quintero (Madrid, 22 de septiembre de 1927 - ibídem, 2 de junio de 2018) fue un abogado del Estado y político español. Ocupó diversos cargos relevantes en la política española antes, durante y después de la Transición democrática. Estuvo a cargo de las finanzas del Partido Popular en calidad de tesorero entre 1993 y 2008, motivo por el que se lo citó como investigado en el Caso Gürtel.

## Biografía

### Infancia, matrimonio y estudios
Era hijo de José María de Lapuerta y de las Pozas y Dorotea Quintero Calzado. Casado con Josefa Magdalena Montoya Sáenz, ("Marilena"), de origen riojano, el matrimonio tuvo diez hijos.
Era tío de Marta Silva de Lapuerta y de Rosario Silva de Lapuerta, primera abogada del Estado de la historia de España.
Lapuerta Quintero realizó sus estudios de bachillerato en el colegio de los Jesuitas de Villafranca de los Barros (Badajoz) y en el colegio de Areneros de los Jesuitas de Madrid. Licenciado en Derecho, en 1957 ingresó por oposición en el Cuerpo de Abogados del Estado con destinos en Gerona, Guadalajara y Teruel.

### Trayectoria profesional y política

#### Franquismo
Fue jefe local y comarcal de Falange en Lugo y jefe provincial del Movimiento en Orense. Desempeñó la Dirección General del Instituto Social de la Marina, y la Jefatura Nacional del Sindicato de la Pesca, y fue delegado del Gobierno en Tabacalera, S. A. Tras ser destinado a Madrid, fue secretario del Tribunal Económico Administrativo Central, y posteriormente fue jefe de la Asesoría Jurídica de la Dirección General de Seguridad y delegado especial del Ministerio de Hacienda ante los Ministerios de Gobernación y Trabajo. Ejerció los cargos de secretario general de REPESA (actual Repsol), vicepresidente del Banco de Crédito Local y director de Relaciones Externas en la Empresa Nacional de Petróleos. Fue asimismo propietario de la empresa editora del periódico La Rioja.
Durante los años 1970 fue presidente de la Comisión de Obras Públicas de las Cortes Españolas y vicepresidente de la Comisión de Presupuestos. Procurador en las Cortes franquistas por la representación familiar por Logroño entre 1967 y 1977, fue elegido consejero del Reino por los procuradores familiares en julio de 1976, y en julio de 1977, por los diputados constituyentes. 

#### Alianza Popular y Partido Popular
En las Cortes Constituyentes de 1977 fue diputado por La Rioja de Alianza Popular. Durante esta primera legislatura fue vocal de la Diputación Permanente desde noviembre de 1977 hasta marzo de 1979, así como vocal en las comisiones de Presupuestos, Reglamento y Gobierno Interior.
El 31 de octubre de 1978 el proyecto de Constitución fue sometido a votación nominal y en el Congreso de los Diputados se emitieron 345 votos (98.6%), de los que 325 (94.2%) fueron afirmativos, 6 (1.8%) en contra, y 14 (4%) abstenciones. Lapuerta, junto a Licinio de la Fuente y Modesto Piñeiro Ceballos se abstuvieron, mientras que los también diputados Gonzalo Fernández de la Mora y Mon, Albero Jarabo Payá, José Martínez Emperador, Pedro de Mendizábal y Uriarte y Federico Silva Muñoz votaron en contra.
En el grupo parlamentario de Alianza Popular fue portavoz adjunto y secretario. 
Continuó como diputado de AP por La Rioja tras las elecciones de 1982, tras no haber formado parte de las listas en 1979. En esta legislatura, fue de nuevo vocal de la Diputación Permanente desde diciembre de 1982 hasta julio de 1986, así como vocal en las comisiones de Reglamento, del Defensor del Pueblo y de la Comisión Constitucional. Ejerció como portavoz sustituto de la Junta de Portavoces y fue vicepresidente segundo de la Comisión de Investigación de la Evolución y Situación del Grupo RUMASA entre los mayos de 1983 y 1985. Participó asimismo en el debate sobre los Estatutos de Autonomía de Extremadura y de Baleares.
En las elecciones generales de 1986 fue reelegido diputado de AP pero en este caso por Madrid. Durante la III Legislatura fue vocal de la Diputación Permanente y de las Comisiones Constitucional y de Reglamento. Además fue vicepresidente segundo de la Comisión de Economía, Comercio y Hacienda de la Cámara Baja. Renovó su acta de diputado por Madrid en el Congreso de los Diputados en las elecciones generales de 1989, 1993, 1996 y 2000.
En enero de 1989 formó parte de la lista liderada por Manuel Fraga en el IX Congreso de Alianza Popular, en el cual el partido se refundó pasando a denominarse Partido Popular. En dicho Congreso, Lapuerta fue elegido miembro de la Junta Directiva Nacional y fue nombrado secretario general del grupo parlamentario del Partido Popular. En 1993 se convirtió en tesorero de la formación conservadora, y como tal intervino en la Comisión no permanente sobre la financiación de los partidos políticos. En esta comisión comentó la exposición que había hecho previamente Fernández Marugán, responsable de las finanzas del PSOE en aquellos años, y habló sobre las donaciones a los partidos políticos. Dijo entonces que «en época no electoral, cuando va destinada al mantenimiento del partido político, las donaciones teóricamente tienen un límite objetivo, los diez millones por persona, pero como caben las donaciones anónimas, aunque exista una cuenta para donaciones, una persona puede hacer un donativo superior a los diez millones con tal de que divida sus aportaciones en varias entregas», y que este sistema le parecía que adolecía de transparencia. Además, insistió en que la Administración carecía de un régimen sancionador con que señalar aquellos gastos ilícitos de los partidos políticos en las campañas electorales. 
El 2 de abril de 2004 dejó el Congreso de los Diputados tras las elecciones de aquel año.

### Caso Bárcenas
Como estuvo a cargo de las finanzas del PP como tesorero nacional entre 1993 y 2008, se lo llamó a declarar como investigado en el caso Bárcenas.
La Audiencia Nacional archivó en 2016 la investigación contra Lapuerta como presunto partícipe en la financiación irregular del Partido Popular en el caso Gürtel debido a una «demencia sobrevenida» acreditada por peritos judiciales, situación que se aprovechó para descargar sobre él todas responsabilidades sobre la corrupción en la financiación de campañas electorales y la existencia de una caja B del PP. Estas investigaciones lo alcanzaron con graves dolencias físicas, pues en la primavera de 2013 estuvo en coma por varios meses a raíz de dos caídas y en 2015 sufrió una angina de pecho. Su muerte vino a continuar el rosario de fallecimientos vinculados a esta trama, como los de Rita Barberá, María del Mar Rodríguez Alonso o Isidro Cuberos. El periodista Ignacio Escolar, director de ElDiario.es, aseguró en un artículo de junio de 2018, pocos días después de su muerte, que Álvaro Lapuerta había estado dispuesto a contarle toda la verdad acerca de la supuesta financiación irregular del Partido Popular, y que si no lo hizo fue precisamente porque, dos días después de su reunión, quedó en coma por una caída. Le pidió, según Escolar, que lo ayudase con la biografía que pensaba escribir. Confesó en conversaciones con éste las donaciones que recibía el partido buscando luego conseguir favores y contratos. El extesorero popular adujo que siempre solicitó a los cargos del partido que los atendiesen pero nunca que les concediesen nada a cambio de sus donaciones.

## Condecoraciones
- Gran Cruz del Mérito Civil[13]
- Gran Cruz de San Raimundo de Peñafort[13]
- Encomienda con Placa al Mérito Agrícola y Encomienda de Cisneros.
- Caballero de la Virgen de Valvanera.